# Liste des édifices labellisés « Maisons des Illustres » en Guadeloupe
Cet article recense les édifices possédant le label « Maisons des Illustres » en Guadeloupe, en France. 
Au début 2024, la région compte quatre édifices ainsi labellisés.

## Liste
| Édifice                            | Personnalité                   | Commune        | Référence | Protection       | Coordonnées                  | Photo |
| ---------------------------------- | ------------------------------ | -------------- | --------- | ---------------- | ---------------------------- | ----- |
| Habitation-Sucrerie Clairefontaine | Joseph Bologne de Saint-George | Baillif        | MI161     |                  | 16° 02′ 21″ N, 61° 43′ 50″ O |       |
| Maison La Souvenance               | André Schwarz-Bart             | Goyave         | MI000     |                  | 16° 07′ 15″ N, 61° 35′ 46″ O |       |
| Musée Gerty-Archimède              | Gerty Archimède                | Basse-Terre    | MI162     |                  | 15° 59′ 54″ N, 61° 43′ 49″ O |       |
| Musée Saint-John-Perse             | Saint-John Perse               | Pointe-à-Pitre | MI163     | Classé MH (1979) | 16° 14′ 11″ N, 61° 32′ 09″ O |       |